# アレクサンドロス・ヤンナイオス

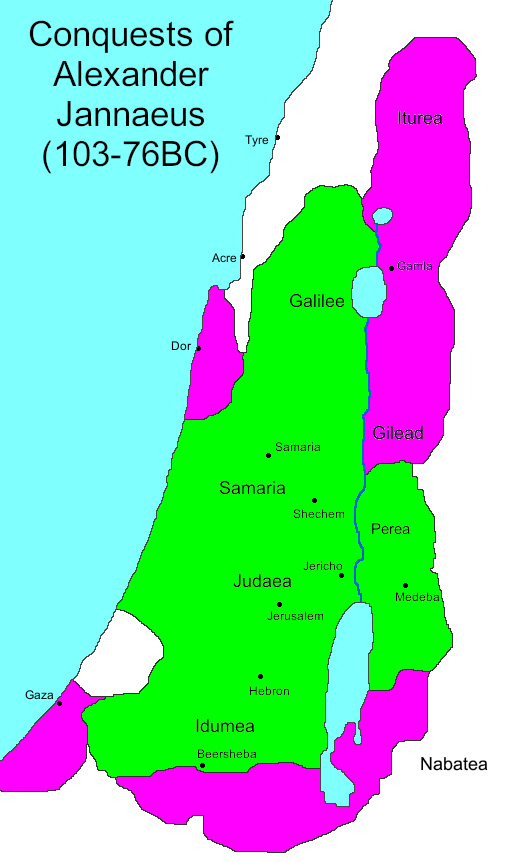
アレクサンドロス・ヤンナイオス時代のハスモン朝
紀元前103年
征服した領域

アレクサンドロス・ヤンナイオス（Alexander Jannaeus, ? - 紀元前76年）は、古代イスラエルを統治したハスモン朝の王（在位：紀元前103年 - 紀元前76年）。本来の名前はヘブライ語でヨナタン（Jonathan / Yonatan）またはイェホナタン（Yehonatan）。王に即位するときには、ヘレニズムにかぶれていたために、ギリシア語風にアレクサンドロス・ヤンナイオスと号した。

## 人物
ヨハネ・ヒルカノス1世の子として生まれたが、父には疎んじられ、ガリラヤに送られて育てられた。兄アリストブロス1世が即位すると、投獄された。兄の死後、兄嫁のサロメ・アレクサンドラとの結婚を経てイスラエルを統治した。
その治世において、ユダヤ人たちの中にはヘレニズムの影響にどっぷりとつかっていくハスモン朝の統治者たちを苦々しい思いで見ているものもいた。祭司たちからなるサドカイ派はハスモン家を支持しており、互いの利益を図っていた。これに対して厳格派ユダヤ教徒を自負したファリサイ派は、ギリシャ文化の影響を受けていたハスモン家を厳しく非難していた。また、王家の中でも兄弟たちの間での権力闘争が絶えなかった。

## プトレマイオスとの抗争
ヤンナイオスはシリアに上陸したエジプトのプトレマイオス9世と激突し、アソフォンで交戦した。プトレマイオス側の戦略家フィロステファノスは、ヨルダン川を敢えて渡河することでユダヤ軍を撃破した。プトレマイオス9世はユダヤを荒らしまわったが、プトレマイオスの母で彼と敵対するクレオパトラ3世はプトレマイオスを攻撃し、シリアから追放した。ヤンナイオスとクレオパトラはスキュトポリスで同盟を結んだ。その後、ヤンナイオスはガザを攻撃し、激しい抵抗の末に占領した。ヤンナイオスはガザを徹底的に破壊した。

## ファリサイ派との内戦
ヤンナイオスとファリサイ派・民衆の関係は険悪であったが、仮庵の祭りの際に人々がヤンナイオスを侮辱すると、彼は約6000人を処刑した。結果として、ユダヤ支配の復活を目指したセレウコス朝の王デメトリオス3世がファリサイ派を支援する形で内戦が勃発（紀元前90年頃）。サドカイ派と組んだヤンナイオスはファリサイ派や種々の反対勢力と武力衝突に至った。しかし、軍事指導者としての才能があったヤンナイオスは各地で勝利し、反対派やファリサイ派の要人を捕らえては残酷なやり方で処刑した。彼は妾たちと祝宴を張りながら、800人を磔に処し、その眼前で妻子を殺害したという。
アレクサンドロス・ヤンナイオスはファリサイ派に対抗する味方を増やすため、エッセネ派とも接近したと伝えられている。クムランから発見された死海文書の中にはヤンナイオスをたたえていると考えられる祈りがある。

## 死と遺言
ヤンナイオスは内戦に勝利した余勢をかって領土拡張をはかり、プトレマイオス朝と戦っては南西方向、ヨルダン川東部地域に領土を拡大した。ヤンナイオスはなおも戦いを続けたが、ラガバ要塞の包囲攻撃中に陣没した。49歳であった。彼の拡大戦争により、ユダヤ人国家はソロモン王以来の広範な領域を統治する国家となった。その後のイスラエルは妻のサロメ＝アレクサンドラが女王として統治した。
ヤンナイオスは遺言で、ファリサイ派に権力を与えること、自分の死体を彼らの思うままに処分させることを命じた。これによりファリサイ派の敵意を収め、アレクサンドラが安定した統治を行なえるようになったという。ファリサイ派はヤンナイオスを称賛し、盛大な葬式を執り行った。